# Киро Спанджов
Киро Спанджов (на македонска литературна норма: Киро Спанџов, Брко, Коста) с псевдоними Бърко и Коста e югославски партизанин и деец на НОВМ.

## Биография
Роден е в град Кавадарци. По професия е бръснар. Включва се в комунистическата съпротива във Вардарска Македония. На 30 октомври 1943 г. при създаването на Втори батальон на трета оперативна зона на НОВ и ПОМ става негов заместник-политически комисар. След влизането на Войнишкия партизански батальон „Христо Ботев“ в състава на втора македонска ударна бригада става заместник-политически комисар на батальона. Загива по време на съпротивителното движение.